# 丸三安田瓦工業
丸三安田瓦工業株式会社（まるみやすだかわらこうぎょう）は、安田瓦の生産で知られる新潟県阿賀野市（旧安田町）の陶器メーカー。

## 概要

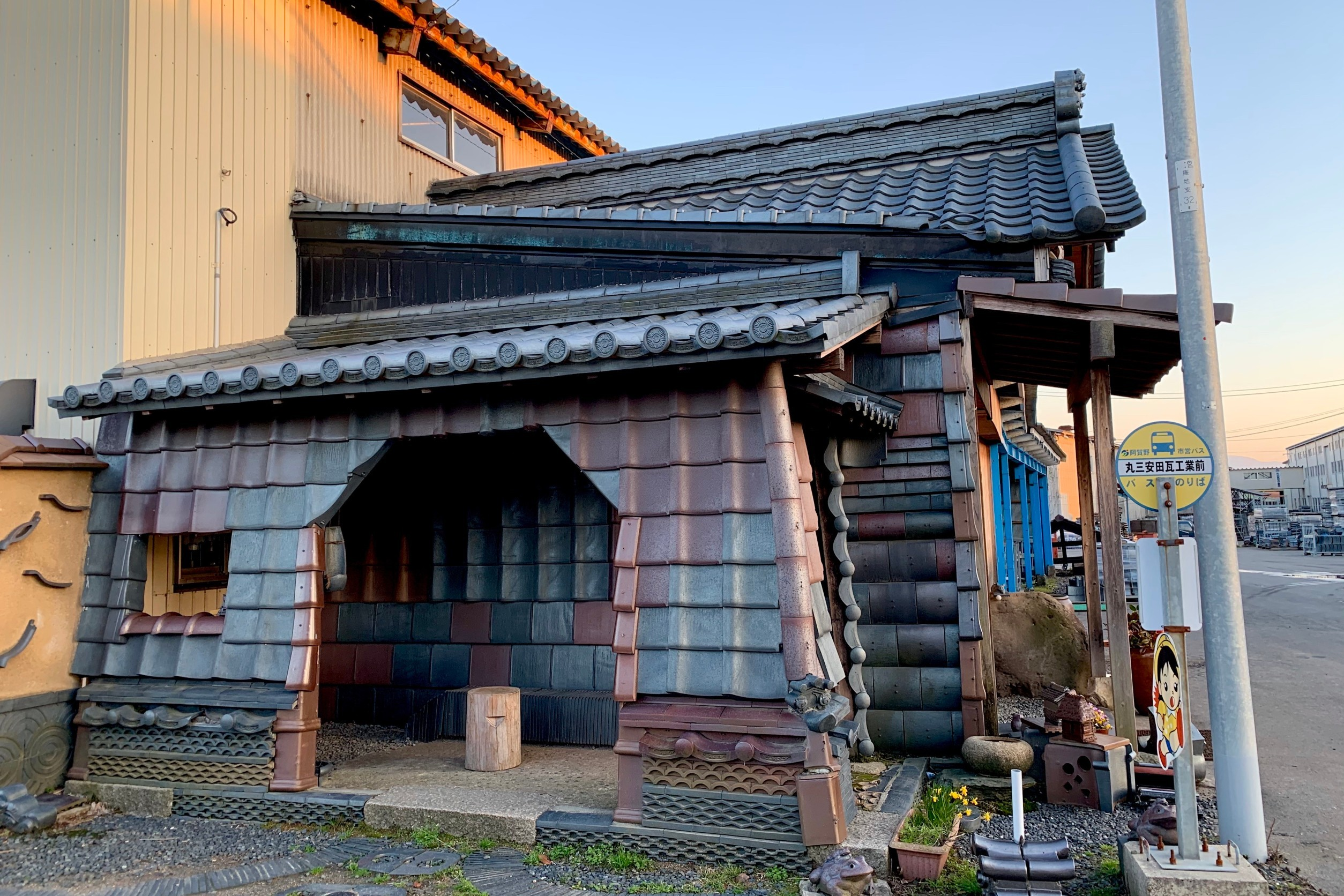
「やすだ瓦ロード」にある安田瓦でできた市営バス待合所（丸三安田瓦工業敷地内。2020年4月）

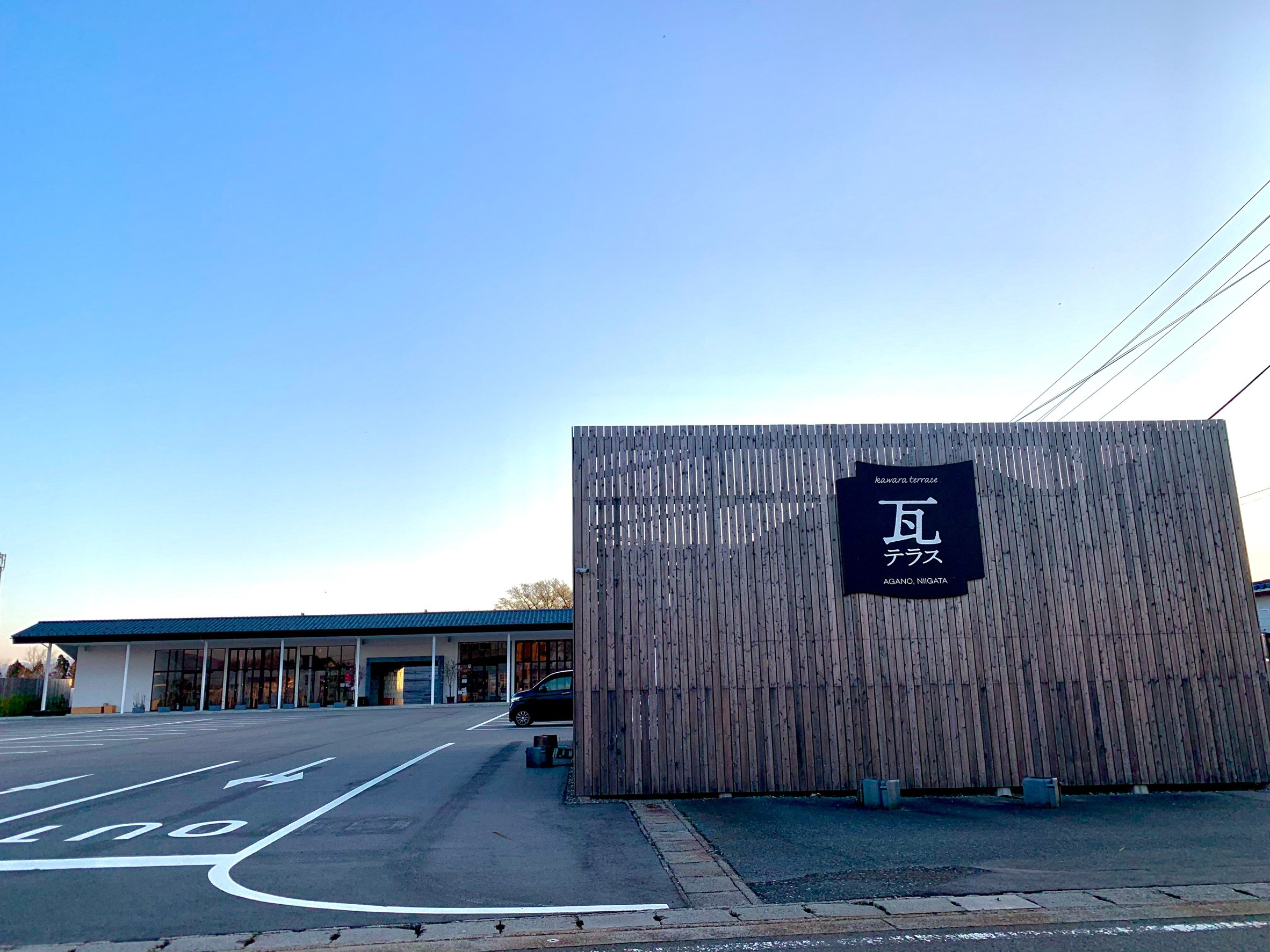
瓦テラス（2020年）

1980年（昭和55年）2月26日創業。「マルミ」という社名は3社が出資したことに由来する。生産する安田瓦は新潟県阿賀野市の特産品で三州瓦、淡路瓦、石州瓦に次ぐ生産量を有し、1830年頃からの歴史を有する。丸三安田瓦工業は安田瓦の代表的な製造メーカーのひとつ。旧安田町エリアに位置する同社製造工場の前には安田瓦の造形物が並ぶ「やすだ瓦ロード」が整備されていて、阿賀野市の観光地になっている。2018年（平成30年）夏には阿賀野市内の4社（丸三安田瓦工業、めんつう、あがの夢コラボ、神田酪農）で商業施設「瓦テラス」を開業し、安田瓦ロードの新拠点として機能している。

## TSUKI
「TSUKI」は安田瓦の特性と技術を生かした丸三安田瓦工業のオリジナル食器ブランド。2015年の社内会議で「安田瓦の良さを伝えられるものを発信しよう」との思いから始まった。還元焼成法により製作され、その色と質感から鉄色瓦とも呼ばれる。「TSUKI」の名称は独特の皺が月のクレーターのように見えることが由来。デザインディレクターは梅野聡。
2016年10月に発売開始。フランスのパリ市内の見本市で反響を集め、販路をフランス、ニューヨーク、香港、中国、タイ、シンガポールに広げた。
2017年にはグッドデザイン賞を受賞。これには製品そのものだけでなく、「TSUKI」という名称も評価された。ニイガタIDSデザインコンペティションでも「IDS審査委員賞」を受賞し、2019年の同コンペティションでは、おちょこ形状の「TSUKI」で「IDS審査委員賞」を受賞している。

## 取り組み
瓦割り
2020年には新型コロナウイルス感染症の拡大による自粛生活のストレスを解消してもらおう、というコンセプトで瓦割り体験を企画して好評を博した。「瓦離れ」の進む中で日本の文化である瓦について知ってもらう狙いがあり、割った瓦は庭の敷石などにリサイクルされる。
ネコ形箸置き
2021年1月、同社の公式Twitterアカウントで「箸置きとして商品を作ってほしい」と相談があったことをきっかけにネコ形の箸置きを製造。福島県郡山市で出土した縄文時代の「ネコ形に見える土製品」を模しており、売り上げの一部は発掘調査や出土品の保全に役立てるために郡山市に寄付している。